# マキシム (フランスのレストラン)
マキシム（Maxim's）は、パリの8区マドレーヌ地区、ロワイヤル通り3番地にあるレストラン。1893年4月7日に設立された。パリでもっとも有名な建物のひとつである。元三ツ星レストランである。現在は、ミシュランには非掲載となっている。

## 歴史
ロワイヤル通り3番地にある石造りの建物は、17世紀にはリシュリューが所有していた。1880年代末にイタリアのイモダ家がここでアイスクリーム店を営んでいた。しかし数年後、1890年7月14日に店の飾りとしてプロイセンの旗を飾ったことがきっかけで反ドイツの激しい波が押し寄せ、イモダ家はそこから去らざるを得なくなった。その後は辻馬車の御者のためのビストロになった。近くにあるアメリカのバーであるル・レノルズで当時ギャルソンとして働いていたマキシム・ガイヤールと、その友人のジョルジュ・エヴラールは、共同で1893年に「Maxim's et Georg's」（自分たちの名を英語化したもの）というカフェ兼アイスクリーム店を設立した。開店したての小さなビストロは、1893年5月21日のディアヌ賞の日に、英語の看板にひかれて当時の金ピカ青年の代表格だったアルノルド・ド・コンタードや女優のイルマ・ド・モンティニーらをひきつけた。社交的で洗練された客層が彼らにならい、この店はベル・エポックのパリの名士たちのお気に入りのたまり場になった。

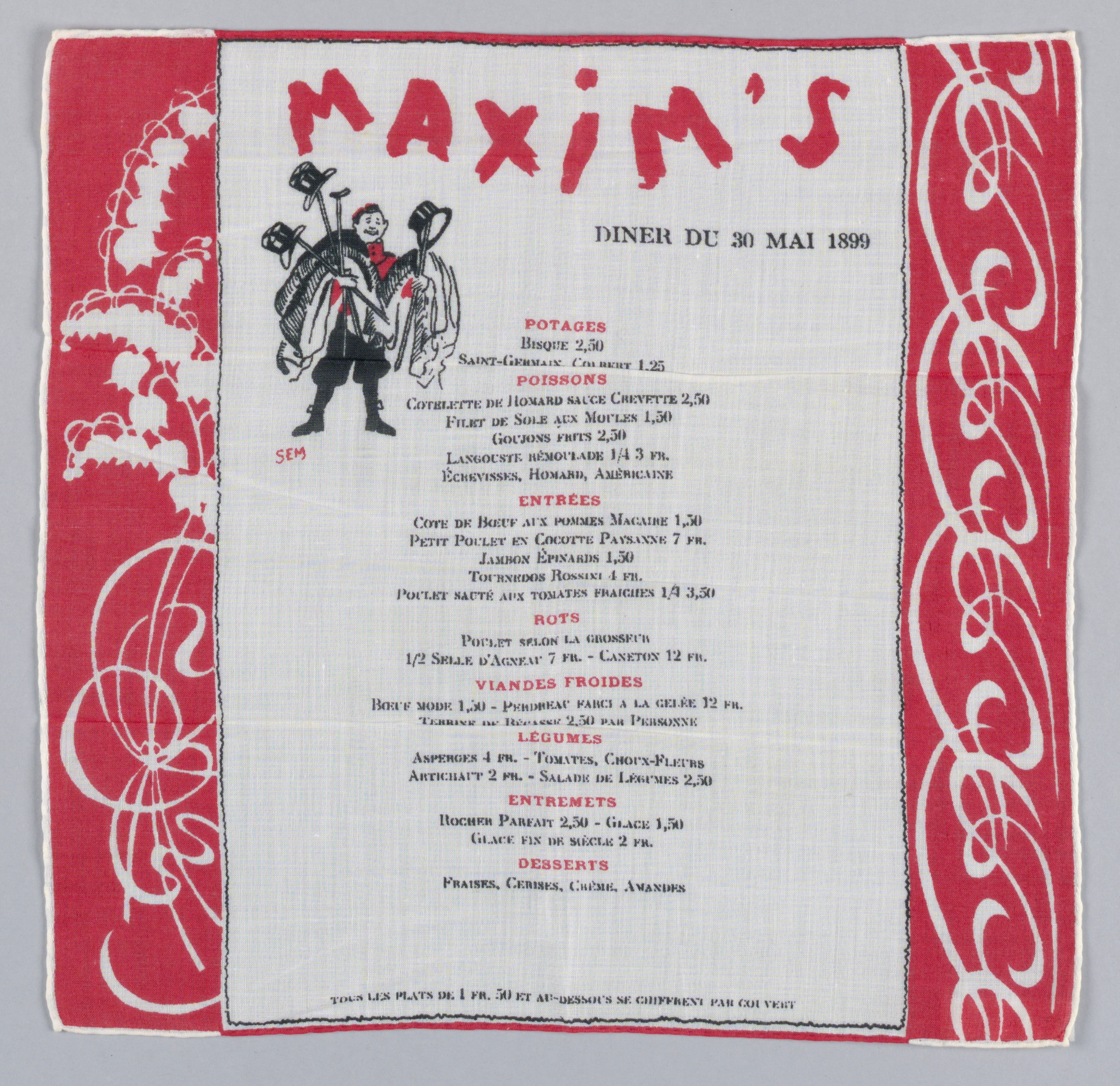
1899年5月31日のマキシムのメニュー。クーパー・ヒューイット国立デザイン博物館。

レストランのメートル・ドテルであったウジェーヌ・コルニュシェは、社交好きの常連がしばしば支払いを忘れるために借金をかかえていたマキシム・ガイヤールから店舗を買収した後、1900年に流行のナンシー派の芸術家たちとルイ・マルネに依頼し、パリ万国博覧会にあわせて建物（とりわけ名高いガラス素材）をアール・ヌーヴォー様式に再デザインした。レオン・ソニエによるフレスコ壁画、マホガニーの木材、はす縁の鏡、青銅や銅でできた葉や装飾など。コルニュシェはクルチザンヌの気をひくために彼女たちのための「愛の部屋」を作り、料理に献名した（ポム・ココット、ロレット、ベル・オテロのセル・ダニョー）。これによってフランス式の女性に対する優しさを持つエリート、王室、資産家が集まってきた。
芸術家および名士の常連にはラ・ベル・オテロ、エドワード7世、マルセル・プルースト、ジョルジュ・フェドー、ミスタンゲット、ジャン・ブガッティ、アルマンおよびソステーヌ・ド・ラ・ロシュフコー、サシャ・ギトリ、トリスタン・ベルナール、ジャン・コクトーらがあり、マキシムの名声を固めるために貢献した。
1932年、オーヴェルニュのレストラン経営者だったオクターヴ・ヴォーダブルがマキシムを買収した。ヴォーダブルはコクトーの友人だった。1934年に雇用されたアルベール・ブラゼール（メートル・ドテルの頭として知られる）の助けをかりて客を選別し、ドレスコードを定め、常連をひいきにし、名士や資産家が優先されるようにした。1933年から1934年にかけて、ベン・ホリスがそのオーケストラとともにこの有名なレストランに活気を与えた。ナチス・ドイツによるフランス占領の間、ベルリンのレストラン経営者オットー・ホッシャーに徴発され、マキシムはドイツ人将校の特権的レストランになった。ヘルマン・ゲーリングが1940年6月28日にマキシムで食事している。

フランス解放後、当時の映画スターたちがマキシムを欠かすことなく訪れた。オナシスとマリア・カラスはここでマレーネ・ディートリヒとマルティーヌ・キャロルに再会した。1950年代末には、店員が有名な赤い長椅子を取り替える際にルイドール金貨、指輪、ダイヤモンド、ルビーを発見している。1950年代から1970年代にかけて、マキシムはオクターヴ・ヴォーダブルの息子で教養ある美食家のルイ・ヴォーダブルのもと、世界でもっとも有名だが、同時にもっとも高価でもあるレストランになった。ルイは、妻で元ジャーナリストのマギーとともにマキシムの国際的名声を確保した。1968年にルイ・ヴォーダブルは「マキシム・ビジネス・クラブ」(MBC) を発足した。1977年11月にルイ・ヴォーダブルとピエール・カルダンはマキシムの「ロゴ」を作成するために協力した。1979年7月、マキシムの建物は歴史的記念物に指定された。ルイ・ヴォーダブルの要請により、1977年にマキシムはミシュランガイドに載せられなくなった。
マキシムは他とは異なるレストランであるため、我々は特別な印を要求しました。ミシュランが拒否したので、私はマキシムがミシュランガイドから除去されるように要求しました。
と、1979年にニューヨーク・タイムズに対して説明している。
フランソワ・ヴォーダブルはその父を長年輔佐し、マキシムの名声を半世紀近くにわたって確固たるものにしてきたヴォーダブル家の仕事を継続した。1981年5月、フランソワはジェット族の世界よりも科学界の方に興味を持つようになったが、外国人投資家がマキシムを獲得することは望まなかったため、ピエール・カルダンにマキシムを売却した。マキシムの歴史においてヴォーダブル時代はもっとも長く、かつサービスの質はもっとも優れていた。
1981年以降、カルダンは国際面の発展のために、モンテカルロ、北京、ジュネーヴ、東京、上海、ニューヨーク、ブリュッセルの7つの新しいマキシムを開店した（パリのものはマキシム・ド・パリと改名した）。7店はいずれもマキシムのライセンスを取得していた（銀器、店装、家具、リネン、食器、衣服）。カルダンは店舗の上部3階をアール・ヌーヴォーのための美術館に改造し、出し物を増やし、若い客のための夜会を準備した。しかし、この変更は高級料理（オートキュイジーヌ）に損害を与えた。アラン・デュカス、ジョエル・ロブション、ベルナール・ロワゾーといった料理人の参加にもかかわらず、レストランの質は落ちた。2010年にカルダンは昼食時にマキシムを閉店することに決定した。2011年、個人や企業向けの豪華な仕出しであるマキシム・トレトゥール（1990年に開始）はマキシム・レセプシオンに変わった。
マキシムにはメトロのコンコルド駅が通じている。

## マキシム美術館
マキシム美術館は1900年代の美術に関する最初のフランスの個人によるコレクションである。350m²の敷地2階分に750を越える家具や美術品が収集されている。コレクションはアール・ヌーヴォーのきわめて美しい特徴を持つ美術品から構成され、そこではルイ・マジョレル、ウジェーヌ・ガイヤール、エミール・ガレ、エクトール・ギマール、クレマン・マシエ、ティファニー、アントニオ・デ・ラ・ガンダラ、セム、アンリ・ド・トゥールーズ＝ロートレックの作品に接することができる。月曜と火曜以外の毎日、カルダンからの依頼によってこの美術館を設立したキュレーターのピエール＝アンドレ・エレーヌによる美術館のガイドつきツアーを受けることができる（14:00から英語、15:15からフランス語）。しかしながらこの美術館は2017年4月30日以降休館している。

## 名物料理
マキシムで作られた名物料理には以下のようなものがある。
- 陽気な未亡人のクレープ
- ベル・オテロのセル・ダニョー（子羊の鞍下肉）
- ロスチャイルドのスフレ
- アルベールの舌平目のフィレ（メートル・ドテルのアルベール・ブラゼールに献名[4]）
- タルト・タタン（ルイ・ヴォーダブルによって発見され、メニューに組み込まれた[7]）

## 人物
- モーリス・ベルトランは「マキシムの紳士」(Le Monsieur de Chez Maxim's) のあだ名をつけられた。

## マキシムの登場するフィクション
- フランツ・レハールが1905年に書いたオペレッタ『メリー・ウィドウ』第3幕の舞台はマキシムである。
- ジョルジュ・フェドーによって1899年に演劇『マキシムからきた女』が作られた。
- ヴィンセント・ミネリ監督の映画『恋の手ほどき』(1958)
- スティーヴン・フリアーズの2009年の映画『わたしの可愛い人 シェリ』（ミシェル・ファイファー主演）
- クロード・ヴィタルの1976年の映画『マキシムのドアマン』（ミシェル・ガラブリュ主演）
- オットー・プレミンジャーの1958年の映画『悲しみよこんにちは』（ジュリエット・グレコ、ジーン・セバーグ、デボラ・カー、キム・ノヴァク、デヴィッド・ニーヴン）
- ポペック（フランス語版）の寸劇「マキシムの夕食」
- ブーバの曲「ブルビ」の中でこのレストランの名をあげている：« Tu peux me croiser chez Maxim's, tu peux me croiser au grec. »
- ウディ・アレンの2011年の映画『ミッドナイト・イン・パリ』
- ダニエル・トンプソン（フランス語版）の2013年の映画『Des gens qui s'embrassent』